# Distrito Escolar 104 del Condado de Cook
El Distrito Escolar 104 del Condado de Cook (Cook County School District 104) es un distrito escolar del Condado de Cook, Illinois. Tiene su sede en el James C. Wrenn Administrative Center en Summit y sirve a Summit, Bedford Park, y una parte de Bridgeview.
A partir de 2016 tenía menos de 217 empleados y menos de 1.800 estudiantes.

## Escuelas
- Heritage Middle School (Summit)

Escuelas primarias:
- Otis P. Graves Elementary School (Summit)
- Walker Elementary School (Bedford Park)
- Walsh Elementary School (Summit)
- Wharton Elementary School (Summit)